# Manuel Verdeguer
Manuel Verdeguer (València, 8 d'agost del 1908 – San Juan de Puerto Rico, 11 d'agost del 1988) va ser un  contrabaixista valencià que va destacar com a concertista i pedagog a Espanya i al continent americà.

## Biografia
Guardonat al termini dels seus estudis al Conservatori de Madrid, s'inicia tot seguit en la professió orquestral, obtenint la plaça de solista de contrabaix en la Orquestra Municipal de València (hui, Orquestra de València) el 1943, any en què es va fundar sota la direcció de Joan Lamote de Grignon. Va ser posteriorment primer contrabaix de l'Orquesta Sinfónica de Madrid iniciant gires com a concertista i realitzant arranjaments musicals amb els que va aconseguir d'ampliar el repertori solista per al seu instrument. Sorprenent per la bellesa del seu so, va rebre elogis de músics espanyols de renom, com ara el compositor Joaquín Turina i el director orquestral i compositor Joan Lamote de Grignon.
Invitat pel Conservatori y la Simfònica de Bogotà (Colòmbia), Verdeguer marxa a Amèrica per a ocupar la plaça de professor i de primer contrabaix respectivament en aquella ciutat. Allà apareix pocs mesos més tard com a solista del seu instrument no sent esperat un recital de contrabajo con sonatas, suites, conciertos y pequeñas páginas virtuosas en el Teatro Colón, el más bello y prestigioso de la capital, y que ante la demostración de entusiasmo, hubiese de repetirlo a unas cuantas fechas vista, con el teatro lleno y un verdadero clamoreo de ovaciones, gritos y aplausos. Finalment, rep la invitació de Pau Casals i de Juan José Castro, degà d'estudis del Conservatori de Puerto Rico, per a ocupar la càtedra de Contrabaix d'aquest centre i la primera cadira de la fila de contrabaixos de la recent creada Orquesta Sinfónica de Puerto Rico.
Durant anys va exercir Verdeguer la seua labor musical com a concertista per Amèrica, destacant la primera interpretació de la Sonata per a contrabaix i piano de Paul Hindemith a Xile i l'estrena mundial del Concert per a contrabaix de l'estonià Eduard Tubin, efectuat a Bogotà i que posaria després en els faristols de Puerto Rico, Caracas i Buenos Aires.
Hàbil pedagog, durant anys exercí Verdeguer el seu magisteri a Colòmbia i Puerto Rico (ací ensems amb Casals), deixant un seguit de deixebles entre els quals el colombià Hernando Segura Baquero (retirat el 1992 i convertit, ell mateix, en mestre de mestres) o els porto-riquenys Héctor Tirado i Ray Ramírez. De la seua ressonància per tota Amèrica, es indicatiu el fet que sobre el mestre valencià tracte, precisament, el treball del primer doctorat en contrabaix atorgat per la Juilliard School de Nova York.
El 2017 apareix a Espanya la primera biografia dedicada a aquest músic, essent publicades per primera vegada nombroses dades recollides al seu entorn familiar d'origen.

## Discografia
- El gran virtuoso Manuel Verdeguer, Discophon (S) 4331[11]

Cara 1 - Eduard Tubin: Concert per a contrabaix i orquestra
(Orquesta Filarmónica de Conciertos, Direcció: Sergije Rainis)
Cara 2 - Georg Friedrich Händel: Sarabanda; Girolamo Frescobaldi: Tocatta; Paul Hindemith: Sonata per a contrabaix i piano (Piano: Olav Roots)